# Pia Neises

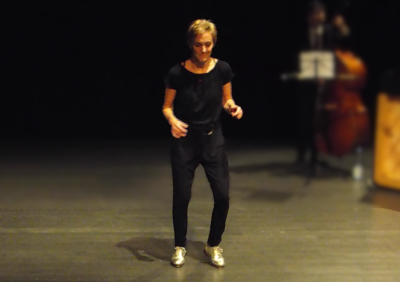
Pia Neises (2019)

Pia Neises (* 22. April 1967 in Köln) ist eine deutsche Stepptänzerin, Choreographin und Dozentin.

## Leben
Pia Neises begann ihre Stepptanz-Ausbildung 1987 in Köln, es folgten Workshops bei Stepptänzern wie Brenda Bufalino und Barbara Duffy. Seit Anfang der 1990er Jahre arbeitet sie professionell als Stepptänzerin, Choreografin und Dozentin.
1993 folgte sie Bufalino, der Direktorin des American Tap Dance Orchestra, zu Stepptanz-Festivals in die USA (Portland/Oregon und New York City) und wurde 1994 Company-Mitglied von Bufalinos europäisch besetztem International Tap Dance Orchestra. 1995–1996 studierte sie bei Bufalino und Duffy in New York und begann dort ihre professionelle Karriere als Gründungsmitglied von Susan Hebachs Tap Collective und Tänzerin bei Robbin Tribbles Tap Express.
Neises ist Mitglied von Barbara Duffy & Company und Sarah Petronios Monk In Motion. 1996–1999 war sie Mitglied der mit einem Jazzpreis ausgezeichneten Produktion Tap It Deep.
Pia Neises tanzte bei internationalen Stepptanz-Festivals wie Tap City, dem ersten New York City Tap Festival. In der Produktion About Tap vol. 2 des Hamburger Steptänzers und Choreographen Thomas Marek trat Neises im Februar 2006 gemeinsam mit Josh Hilberman (Boston), Sarah Petronio (Paris) und ihrer Tochter Leela sowie Brenda Bufalino (New York City) in der Hamburger Kulturfabrik Kampnagel auf. Zu ihrem Repertoire gehört auch Duke Ellingtons „Sacred Concert“.
Pia Neises gilt als „eine der deutschen Stepptanz-Pioniere“. Brian Seibert interviewte Neises für sein Buch What the Eye Hears: A History of Tap Dancing. Als Tänzerin und Stepptanz-Coach wirkte Pia Neises auch bei Fernsehproduktionen mit. Als Dozentin unterrichtet sie bei internationalen Stepptanz-Festivals und in ihrem eigenen Stepptanz-Studio in Köln.

## Wirken

### Pia Neises & Martin Sasse Trio
Seit 2015 arbeitet Pia Neises mit ihrem Trio (Martin Sasse, Martin Gjakonovski, Markus Rieck), mit dem sie im Erholungshaus-Leverkusen, dem Alten Pfandhaus-Köln, beim Winterjazz-Köln und dem Jazz Festival Hilden zu Gast war.

### Morton GouldTap Dance Concerto
Das Tap Dance Concerto von Morton Gould tanzte Pia Neises mit dem WDR Funkhausorchester unter der Leitung des Dirigenten Eckehard Stier in der Kölner Philharmonie.
2018 zeigte sie dieses Werk im Rahmen des 4. Philharmonischen Konzerts mit den Bremer Philharmonikern unter der musikalischen Leitung von Generalmusikdirektor Marko Letonja im Konzerthaus Die Glocke.